# Serpulaceae
Serpulaceae is een botanische naam, voor een familie van schimmels in de orde Boletales. Het typegeslacht is Serpula. Volgens de Index Fungorum bestaat de familie uit de volgende vier geslachten met in totaal 34 soorten: 
Voorbeelden van soorten uit deze familie zijn:
- Echte huiszwam (Serpula lacrymans)

## Geslachten
De volgende geslachten behoren tot deze familie:
- Austropaxillus (10)
- Gymnopaxillus (4)
- Neopaxillus (5)
- Serpula (15)